# Poecilobothrus majesticus
Poecilobothrus majesticus är en tvåvingeart som först beskrevs av Assis-fonseca 1976.  Poecilobothrus majesticus ingår i släktet Poecilobothrus och familjen styltflugor. Inga underarter finns listade i Catalogue of Life.